# Fledermausquartier Kirche Meyenburg
Fledermausquartier Kirche Meyenburg este o arie protejată (arie specială de conservare — SAC, sit de importanță comunitară — SCI) din Germania întinsă pe o suprafață de 0,13 ha, integral pe uscat.

## Localizare
Centrul sitului Fledermausquartier Kirche Meyenburg este situat la coordonatele 53°18′58″N 12°14′39″E / 53.3161°N 12.2442°E.

## Înființare
Situl Fledermausquartier Kirche Meyenburg a fost declarat sit de importanță comunitară în martie 2004.

## Biodiversitate
Situată în ecoregiunea continentală, aria protejată nu include niciun habitat protejat.
La baza desemnării sitului se află o specie protejată de  mamifere: liliac comun (Myotis myotis).